# イージー・ライダー
『イージー・ライダー』（原題：Easy Rider）は、1969年公開のアメリカ映画。日本では1970年に公開され、『イージー☆ライダー』『イージー★ライダー』と表記されることもある。ピーター・フォンダとデニス・ホッパーによるアメリカン・ニューシネマの代表作。
反体制的な若者2人がコカイン密売で儲けた大金をタンクに隠し、真のアメリカを求めてオートバイで放浪の旅に出る二人のヒッピーを描いたもの。特にステッペンウルフによる主題歌「ワイルドでいこう!（BORN TO BE WILD）」が高い知名度を誇る。
1969年カンヌ国際映画祭新人監督賞を受賞し、第42回アカデミー賞で助演男優賞と脚本賞にノミネートされるなど高い評価を得た。1998年にはアメリカ国立フィルム登録簿に永久保存登録された。オリジナルマスターがしばらく行方不明となり存続が危ぶまれたが、その後発見され、DVD化された。
劇中に登場するバイクは、1965年型ハーレーダビッドソンでエンジンはパンヘッドと呼ばれるタイプ、排気量は1200ccである。フレームは当時としては斬新なフルメッキを施しており、リジッドでサスペンションが無い。ワイアットが乗っているチョッパーは、前輪ブレーキが装備されていない。撮影に使用された3台のうち、クランクアップ後2台が盗難に遇い現在は行方不明となっているが、残された最後の1台は日本人オーナーにより所有されている。

## あらすじ
メキシコからロサンゼルスへのコカインの密輸で大金を得たワイアット（ニックネームはキャプテン・アメリカ）とビリーは、金をフルカスタムされたハーレーダビッドソンのタンク内に隠し、カリフォルニア州からマルディグラ（謝肉祭）の行われるルイジアナ州ニューオーリンズを目指して旅に出る。
カトリック信者の農夫の家で昼食をご馳走になったり、ヒッチハイクをしていたヒッピーを拾って彼らのコミューンへ立ち寄ったりと気ままな旅を続ける二人。しかし旅の途中、無許可で祭りのパレードに参加したことを罵られ、留置場に入れられる。そこで二人は若い弁護士ハンセンと出会い、意気投合する。
そして、ハンセンの口利きで釈放された2人は、ハンセンと共にニューオーリンズに向けての旅を続ける。しかし「自由」を体現する彼らは行く先々で沿道の排他的な人々の思わぬ拒絶に遭い、ついには殺伐としたアメリカの現実に直面する。

## 音楽
映画で使われた曲のうち、リトル・エヴァの「Let's Turkey Trot」とエレクトリック・フラッグの「Flash, Bam, Pow」はサウンドトラック・アルバムには収録されなかった。
また、映画では「ザ・ウェイト」はオリジナルのザ・バンドのバージョンが使用されたが、サウンドトラック・アルバムは権利関係により許可が下りず、スミスのカバー・バージョンが収録された。
ピーター・フォンダはボブ・ディランに映画の主題歌を制作するよう依頼するが、拒否される。ディランはナプキンに「The river flows, it flows to the sea / Wherever that river goes, that's where I want to be / Flow, river, flow」という言葉を走り書きし、「これをマッギンに渡してくれ。彼ならどうしたらいいか分かるはずだ」と言った。ナプキンを受け取ったザ・バーズのロジャー・マッギンは、歌詞を書き加えるとともにメロディを付け、「イージー・ライダーのバラード」を完成させた。一方『イージー・ライダー』の内輪向けの上映会で自分の名前が同曲の共作者としてクレジットされていることに気付いたディランはマッギンに電話をかけ、本作のみならず今後同曲が発売される際にも名前を外すことを要求したため、現在に至るまで「イージー・ライダーのバラード」の作者のクレジット上の名義はマッギンのみとされている。
映画のサウンドトラック・アルバムは1969年8月にダンヒル・レコードから発売された。

### サウンドトラック・アルバム収録曲
Side 1
1. ザ・プッシャー (ステッペンウルフ) - 5:49
2. ワイルドでいこう! (ステッペンウルフ) - 3:37
3. ザ・ウェイト (スミス) - 4:29
4. ワズント・ボーン・トゥ・フォロー (バーズ) - 2:03
5. イフ・ユー・ウォント・トゥ・ビー・ア・バード (ザ・ホーリー・モーダル・ラウンダーズ) - 2:35

Side 2
1. ドント・ボガート・ミー (フラタニティー・オブ・マン) - 3:05
2. イフ・シックス・ワズ・ナイン (ザ・ジミ・ヘンドリックス・エクスペリエンス) - 5:35
3. キリエ・エレイソン / マルディ・グラ (エレクトリック・プルーンズ) - 4:00
4. イッツ・オールライト・マ (ロジャー・マッギン) - 3:39
5. イージー・ライダーのバラード (ロジャー・マッギン) - 2:14

## 出演
| 役名                               | 俳優                               | 日本語吹き替え | 日本語吹き替え |
| 役名                               | 俳優                               | NETテレビ版 （BD版追加録音部分） |                |
| ---------------------------------- | ---------------------------------- | --- | -------------- |
| ワイアット（キャプテン・アメリカ） | ピーター・フォンダ                 | 山田康雄 （多田野曜平） |                |
| ビリー                             | デニス・ホッパー                   | 山谷初男 （小山武宏） |                |
| ジョージ・ハンセン                 | ジャック・ニコルソン               | 北村総一朗 （小山武宏） |                |
| ジーザス                           | アントニオ・メンドーサ             | 相模太郎 |                |
| カレン                             | カレン・ブラック                   | 渡辺典子 |                |
| ヒッチハイカー                     | ルーク・アスキュー                 | 森川公也 |                |
| ジャック                           | ロバート・ウォーカー・Jr           | 桜本昌弘 |                |
| リサ                               | ルアナ・アンダース （英語版）      | 丸山裕子 |                |
| メアリー                           | トニー・バジル                     | 芝田清子 |                |
| コネクション                       | フィル・スペクター                 | |                |
| 牧場主                             | ウォーレン・フィナーティ（英語版） | - （白熊寛嗣） |                |
| サラ                               | サブリナ・スカーフ （英語版）      | 火野カチ子 |                |
| 不明 その他                        |                                    | 国坂伸 山田礼子 加茂喜久 木原正二郎 三枝みち子 峰あつ子 嶋俊介 西田昭市 細井重之 杉田俊也 松金よね子 原田久美子 加藤治 清川元夢 増岡弘 北見順子 |                |
|                                    |                                    | |                |
| 演出                               | 演出                               | 左近允洋 |                |
| 翻訳                               | 翻訳                               | 篠原慎 |                |
| 効果                               | 効果                               | 赤塚不二夫/PAG |                |
| 調整                               | 調整                               | 山田太平 |                |
| 制作                               | 制作                               | グロービジョン |                |
| 解説                               |                                    | |                |
| 初回放送                           | 初回放送                           | 1974年1月13日 『日曜洋画劇場』 |                |

## 学術的参考文献
- 杉野健太郎 「『イージー・ライダー』とユートピア――アメリカン・イデオロギーの対立の創生」-『映画とイデオロギー』杉野健太郎編、加藤幹郎監修（映画学叢書：ミネルヴァ書房、2015年）所収。